# 真 流行り神
「真 流行り神」（しん はやりがみ）は、日本一ソフトウェアが発売しているコンピュータゲームシリーズ。主人公である警察官が、都市伝説にまつわる事件を解決していくという内容のホラーアドベンチャーゲームで、同社の「流行り神 警視庁怪異事件ファイル」（以下「旧作」と表記）の雰囲気や世界観を受け継ぎつつ、キャラクターは一新されている。
ラインナップは以下の通り。
- 真 流行り神
- 真 流行り神2
- 真 流行り神3

## システム
文章を読み進め、選択肢を選んでいくことでゲームが進行する。
勇気を必要とする選択肢に対して消費する「カリッジ・ポイント」、ゲーム中で入手するキーワードを当てはめ事件の全容を探る「推理ロジック」は旧作と同様。
第1作では旧作の「科学的な捜査を行う『科学ルート』と怪異に関わる『オカルトルート』に分岐する」システムは採用されなかったが、第2作では採用され、自問自答によってその後のストーリー展開が変化する「セルフ・クエスチョン」も旧作から採用されている。
「真」になってからの新システムとして、「ライアーズアート」がある。台詞の一部が選択肢として表示され、制限時間内にそれらから1つ選ぶ、または何も選ばないことで相手の心象を変化させ、その後のストーリー展開を変化させるというものである。
特定の条件を満たすと、各シナリオを主人公以外の視点から描く「隙間録」が解放される。

## 真 流行り神
『真 流行り神』（しん はやりがみ）は、日本で2014年8月7日にPlayStation 3・PlayStation Vita用ソフトとして発売された。2015年4月30日には韓国でPS Vita用ソフトとして発売された。日本一ソフトウェアの作品としては初のマルチプラットフォームでの発売となる。ストーリーは旧作のオムニバス形式から、メインルート「ブラインドマン編」を軸として各ルートへ分岐していくというものへと変わっている。
2017年12月1日には日本でiOS・Android版が配信開始された。

### 登場人物
- 北條 紗希（ほうじょう さき、名前変更可能） - 警察の窓際部署である特殊警ら課、通称「特ラ課」所属の巡査。
- 関本 爽二朗（せきもと そうじろう） - 元大学教授。殺人の罪で公判中。
- 風守 隼人（かざもり はやと） - 特ラ課所属の巡査部長。
- 黒田 邦雄（くろだ くにお） - 特ラ課所属の警部。
- 立花 美鈴（たちばな みすず） - 県警の鑑識課所属の警部補。紗希の同期。
- 水瀬 遥（みなせ はるか） - 女子大生。
- 砂堀 将春（すなほり まさはる） - 酒蔵経営者。
- 砂堀 優子（すなほり ゆうこ） - 砂堀の妻。
- 砂堀 聡史（すなほり さとし） - 砂堀の息子。
- 牧村 早苗（まきむら さなえ） - 介護福祉施設のスタッフ。
- 津田沼 陽一（つだぬま よういち） - フリーのジャーナリスト。
- 亘 胡桃（わたり くるみ） - 介護福祉施設に住む老人。
- 金谷 大夢（かなや ひろむ） - 地主の一人息子。
- 田村 光太郎（たむら こうたろう） - 事件の被害者。

### ストーリー

#### ブラインドマン編
研究室の学生殺害の容疑で公判中の元大学教授・関本爽二朗は、S県C村で起きた殺人事件の情報を持っていると話す。関本はC村分署へと移され、特殊警ら課の巡査・北條紗希、巡査部長・風守隼人、警部・黒田邦雄らが身柄を受け持つこととなり、関本は檻に入れられる。関本によると今回の、男性が両目をハサミで貫かれるという殺人事件の犯人は、都市伝説上の人物・ブラインドマンだという。ブラインドマンは深夜、路上を1人で歩いている人の前に現れ、目にハサミを突き立てて殺害する。
紗希たちは被害者の田村光太郎に関わっていた女子大生の水瀬遥、酒蔵の主人の砂堀将春、介護福祉施設で働く牧村早苗を取り調べるが、犯人は分からなかった。紗希がC村の事件を調べているフリージャーナリストの津田沼陽一と話していると、署内のモニターに、村内で蠢く奇妙なものが映る。蠢くものは、福祉施設に住む老婆・亘胡桃が両目を貫かれた姿であり、亘の口内にはブラインドマンからの予告状が入っていた。関本はブラインドマンの都市伝説が、ある情報の拡散速度と、その過程における情報の変容を調べるために自分が創作したものだと話す。関本はブラインドマンが現実に現れたことに責任を感じ、事件の情報を持っていると発言したのである。関本は自分の研究室から消えた学生・竹中慎一郎を捜すように言うが、竹中はすでに殺されていた。
事件現場に毎回現れていた地主の息子・金谷大夢が何かを隠していると踏んだ紗希と風守は金谷の家の監視を行い、大きな物音を聴いたため家に突入する。紗希と風守は逃げ出した金谷を追うが、確保の際に風守が金谷に噛み殺される。錯乱する金谷の口から水瀬の名前が出たため、水瀬の取り調べが行われる。金谷は水瀬がアルバイトをしている「夜の店」での客であり、相当水瀬に入れ込んでいた。金谷は水瀬の携帯電話に田村から何度も連絡が入っていたことを知り、その数日後に田村は殺害されたという。
取り調べに対し金谷は、田村を殺害したのは自分であり、亘と竹中を手に掛けたのはブラインドマンだと語る。ブラインドマンの正体に関しては、ダイエットの薬が貰えなくなるからと語ろうとせず、先程から訴えていた喉の渇きに耐えられなくなり、舌を噛み切って血液を飲みながら死亡する。ダイエット薬は、幻覚作用を起こし、飢餓感を覚えさせる危険なものだった。金谷の死亡の責任はS県警にあるとして、関本の身柄が東京拘置所に戻されることになる。紗希と黒田が車で関本の護送をする途中、ブラインドマンに襲われた水瀬に遭遇する。水瀬が死亡した後、車の運転手が殺され車が動き出し、黒田がそれを止めようとするも崖下へ落ちる。直後に紗希は何者かに気絶させられ、目覚めると牧村が紗希の解体の準備をしていた。牧村は自分の身の上を話し出す。
研究室から消え、村に帰って来ていた竹中は、自分がブラインドマンに殺されると怯えていた。竹中が死にたがっていると判断した牧村は、自分がブラインドマンとなって竹中を殺害する。そこを金谷に目撃され弱みを握られるが、自滅を誘うため、痩せれば水瀬の気を惹けるとしてダイエット薬を与え、ブラインドマンの手口で田村を殺害させる。その後もブラインドマンの生みの親である関本のために殺人を続け、手紙も出していた。牧村が話し終えた後、関本が現れ牧村を殺害する。
特殊警ら課は解体され、紗希には昇進と引き換えに緘口令が敷かれた。紗希は東京拘置所に戻された関本に面会する。関本は差し入れを申し出る紗希に対し、ブラインドマンに関する論文のための原稿用紙と、東京拘置所が「死なない死刑囚」という都市伝説のインタビューに応じるように圧力をかけることを求める。紗希は下っ端の自分には難しいというが、関本は諦めない様子を見せ、微笑む。

#### 悪霊編
（C村に着いた直後、留置所における関本との会話から派生）
マスコミはC村で起きている事件を連続殺人としていたが、実際は心停止、つまり事故死だった。だがこの事故死は一時期に急速に、同じ地域で起こっているため、警察の上層部には単なる事故と考えていない者もいた。関本はこの事件を、呪いによるものであるという可能性を提示する。
被害者たちと友人だった水瀬遥への取り調べ中、紗希は信用を得るため、水瀬に自身を友人と思ってもいいと話すが、水瀬は親しい人間が皆死んでいるという事実を話す。その後も取り調べを続けていると、紗希は水瀬の背後に、黒いもやとその中から出ている大量の手を目撃する。その翌日、水瀬が心停止により死亡する。紗希たちは水瀬を調べた結果、中学時代以降の水瀬の周りで、多くの死者が出ていることを突き止める。関本は水瀬の高校時代に起きた大量死を調べていたため、今回の事件のことを知っていたのである。関本自身の殺人事件も、それに関するものだという。
黒いもやが同僚の立花美鈴にも見えていることに気づいた紗希は、美鈴の過去を調べ、美鈴と水瀬が中学時代からの同級生だったことを突き止める。美鈴は紗希に今回のことを問い質され、過去を打ち明ける。美鈴は水瀬と友人であり、ある時クラスで流行っていた「キューピッドさん」という、「キューピッドさん」を呼び出して質問をするというおまじないを2人で行ったが、美鈴がキューピッドさんの存在を疑うようなことを言い出す。するとキューピッドさんが2人どちらかの命を要求し出す。友達の命が欲しいとも言うキューピッドさんに、美鈴は「友達の友達」ならいいと返す。その翌日、2人の共通の友人が全員心停止で死亡したという。
話が終わった後、美鈴はもやに包まれ死亡し、関本も死亡する。紗希は自身が美鈴とも水瀬とも「友達」になったことで、美鈴と水瀬が「友達の友達」になったことに気づく。

#### 生け贄編
（津田沼との会話から派生）
紗希は津田沼の話を断るが、津田沼は自身の泊まっている旅館へ来るよう紗希を誘う。津田沼は、旅館のオーナーである金谷大夢とともに待っていた。金谷はC村の事件との関連は不明だが脅迫状を受け取っているといい、それを紗希に見せる。脅迫状はブラインドマンを思わせるものだったが、「生け贄」という言葉も書かれていた。警察署に帰って調べると、金谷の旅館では3年前に宿泊客が失踪しているという事件が起きていた。他にもC村では、数年前から結構な数の不明者がいるという。
紗希は朝から顔を見せない風守に電話をかけるが、風守は出ない。その後現れた金谷に懇願され、紗希は旅館に泊まりつつ、脅迫犯の捜査をすることとなる。紗希が旅館に来ると、アルバイトの水瀬が「ヴイ・ショップ・キリカブ」を覚えておくよう耳打ちする。紗希は旅館から離れた洞穴に設えられた部屋に泊まるよう促され、旅館で働く優子に出された茶を飲むと意識を失う。目覚めた紗希は金谷に暴行を加えられ、津田沼はその様子をビデオカメラで撮影する。
金谷と津田沼はスナッフビデオの製作者だった。金谷は紗希に結婚を申し込むも断られ紗希を殺害するというストーリーで撮影しようとしていたが、紗希の説得で一旦彼女の解体を思い留まり帰る。紗希はバラバラ死体にされた風守を見つけて絶望し首を吊ろうとするが、津田沼に助けられる。怒り心頭に発した紗希は抵抗を試み、津田沼が金谷と不仲であることを見出す。紗希は水瀬から教えられた「キリカブ」の名前を、スナッフビデオの卸先のビデオショップであると指摘して津田沼を動揺させ、金谷を殺させるよう仕向ける。金谷と津田沼が殺し合う中、紗希は意識を失う。
紗希が目を覚ますと、金谷と津田沼は死んでいた。紗希は警察へ連絡した後、旅館の玄関近くのカウンターに津田沼のビデオカメラが置いてあることに気付き、それを再生する。ビデオカメラには、金谷と津田沼の殺し合いと、水瀬が優子を金谷たちの共犯者であると糾弾して殺害する場面が映っていた。水瀬は事件後に行方不明となる。金谷たちが作っていたスナッフビデオは発見されなかったが、紗希は水瀬が持っていったと推測する。他にも水瀬はスナッフビデオについて何かを知っていたと思われるが、全ては謎のまま終わる。

#### パンデミック編
（「生け贄編」より、風守に電話をかけるところから派生）
紗希は風守に電話をかけるが、出ないため電話を切る。念のため金谷にも電話をかけるが向こうから切られる。紗希は電話が通じないことを総務に伝えるため階上に上がるが、職員の姿が全く見えず、状況を訝しむ。警察無線から流れる緊急事態を思わせる音声を聴いた紗希、黒田、休憩室で寝ていた風守は、無線から聴こえたC村のトンネルに向かう。トンネルに着くと大勢の警官たちが倒れていたが、皆異様な様子で起き上がり紗希たちの方に向かってくる。そのうちの一人に黒田の腕が噛み切られたため、紗希たちは逃げ出す。警察署に着き、黒田は手当を受けるが死亡する。
紗希はテレビのニュースから、都内の製薬研究所で起きた爆発事故で何らかの薬品が大気中に流出したという情報を得て、それが人々に感染してトンネル前の警官のようになったと推測する。紗希たちは感染者が警察署にも来ると考え、入り口をバリケードで塞ぐ。その後黒田も感染者となるが、関本と入れ替わりで檻に入れられる。一晩明けた後、砂堀一家、水瀬、金谷が警察署に助けを求めに来る。またその後、電話局を通さないホットラインで介護福祉施設の牧村から連絡が入ったことで、彼女らも紗希たちと同じような状況であることが分かる。金谷が騒動の初期に得た情報から、感染者は頭を破壊すれば動かなくなることが分かるが、砂堀は息子の聡史が感染していたことに絶望し、一家心中を図る。
それから数日が経ち、署内の食料が尽きる。そんな中、牧村が怪我人のために救命キットが必要であると連絡してくる。外はすでに感染者だらけだったが、風守と金谷が介護施設へ向かう。2人は施設に辿り着いたが、風守が施設の食料を独り占めするため、すでに感染者となっていた怪我人を牧村にけしかけ、金谷に怪我を負わせる。戻ってきた風守が紗希を署外へ放り出そうとした時、感染者たちがバリケードを破って署内へ侵入し風守を食い尽くす。紗希、関本、水瀬は感染者の手が回っていない屋上へ逃げ、紗希と関本は地上の植込みに向かって飛び降りるが、水瀬は躊躇したため感染者の餌食となる。紗希と関本はトンネルに辿り着くが、関本はすでに感染者に噛みつかれて感染していたため、紗希は関本の頭を破壊する。トンネルの出口で制服姿の一団に保護された紗希は、殺人を犯した自身を逮捕するよう彼らに訴える。

#### 死臭編
（砂堀への取り調べから派生）
言い争う風守と砂堀を落ち着かせるため、紗希はおどけようとし、この辺りが臭い、と意味不明な発言をする。関本にすぐに謝ってくるよう言われた紗希は酒蔵へ行くが砂堀はおらず、砂堀の妻の優子に出迎えられる。紗希は謝罪するが優子は気にしないよう言い、一昨年から製造しているという醤油を紗希に手渡す。翌日、紗希は関本の食事に優子から貰った醤油を添えるが、関本は醤油から人体の腐敗臭がすると言い出す。関本によれば、醤油の製造開始時期と、C村における行方不明事件の発生開始時期は一致しているという。
紗希は関本の発言が真実かどうか確かめるため再度酒蔵を訪れるが、砂堀は仕事中のため会えなかった。紗希は諦めて帰ろうとするが、フリージャーナリストの津田沼陽一に会い、情報交換をする。紗希が警察署に戻ると、捜査二課が詐欺疑惑で砂堀を調べているため、この件から手を引くよう黒田に言われる。個人的に醤油の謎を解こうとする紗希は、連絡の取れない津田沼の探索も兼ねて再び酒蔵を訪れるが、砂堀によって醤油の溜まった井戸のような空間に落とされる。この空間にある冷蔵庫には、歯を抜かれ、目を抉られ、全身を刺された津田沼が入っていた。砂堀は、津田沼をこのようにし、また田村を傷つけたのは自分であり、醤油を作り始めた頃に殺した相手を材料にしたことが始まりだと語る。
砂堀が立ち去った後、紗希は抜け穴を見つけ脱出するが、そこで津田沼の携帯電話で砂堀からの連絡が入り、酒蔵にこなければ自身の息子の聡史を殺すと紗希を脅す。署に帰った紗希は美鈴、黒田、風守、関本に先ほどあったことを話す。美鈴、黒田、風守は砂堀逮捕の証拠を得るため酒蔵に行き、紗希はついていける精神状態ではないとして署に残されるが、美鈴たちは砂堀に捕まる。美鈴たちを助けに向かった紗希は、砂堀に肉切り包丁で美鈴たちを解体するよう迫られ、風守から奪った銃で脅されるが、次の手を考えるため時間稼ぎとして砂堀の説得を行う。それが失敗に終わり、紗希が砂堀に肉切り包丁で斬りかかろうとすると、関本が現れ砂堀を殺害し立ち去る。砂堀の作った醤油は「屍醤油」として、新たな都市伝説となる。

#### 洗脳編
（C村への護送中の車内から派生）
護送車の中で関本を観察する紗希に対し、関本は、今度は紗希の番なのかという旨の独り言を呟く。そして黒田は紗希に対し、関本はあらゆる手段で騙そうとするから気をつけるよう警告する。
黒田は紗希に対し、「カツ丼」と呼ばれる、自白を引き出すための手法の存在を教える。今回関本がC村に留置されるのは、C村の事件の情報を聞くためではなく、「カツ丼」によって自身の罪を認めさせるためだという。「カツ丼」が行われて数日後、紗希は風守と黒田が関本に暴行を加えているところを目撃する。風守と黒田が去った後、関本は紗希に自身の身の上を話す。科捜研で働いていたという関本は、プロファイリング研究の一環で、洗脳の技術を容疑者への供述に適応できるかどうか研究を行っていたという。「カツ丼」とはその研究の実験であり、関本は実験のため無実の罪を着せられたのだという。
やがて紗希自身も暴行に加担させられ思考能力を失っていき、暴行の末に関本を殺害し、殺人容疑で逮捕される。紗希は公判中、S県C村の殺人事件の情報を持っていると話して公判を中断させ、特殊警ら課の不正が闇に葬られるのを防ごうとするが、自身の担当刑事として黒田と風守が現れたことで全てを悟る。紗希は黒田たちとともに現れた新人と思われる刑事を見て、今度は彼の番なのだろうかと考える。

#### 寄生虫編
（金谷が自宅から出てきたところから派生）
紗希が大声で叫ぶと狼狽していた金谷は我に返る。紗希は金谷の家の床下に、金谷の家族を食料および苗床としている大量の芋虫を発見する。紗希の連絡により金谷宅に捜査関係者が集められたが、虫の種類は特定できなかった。黒田は金谷を家まで送るが、そこには防護服を着た人間が出入りしていた。そのことを黒田は紗希たちに電話で伝えてきたが、連絡が途絶える。紗希と風守は金谷宅へ向かい、防護服を着た人物と話をするが、殴られて気絶する。
目が覚めると、紗希と風守、そして黒田と金谷は金谷宅の中におり、彼らがいる部屋は虫に囲まれていた。一旦は天井裏に逃げ道を見出すが、そこも虫だらけとなっており、金谷が犠牲になる。美鈴からの連絡で救援はないことが分かるが、関本が助けに来る。脱出した紗希たちが、関本に様々な疑問をぶつける中、村から火の手が上がる。関本は、彼が「キャタピラー」と呼ぶ虫の被害を、C村だけで抑え込むつもりなのだろうと言う。歩く途中、黒田がキャタピラーの毒のせいで動けなくなる。
道中、紗希たちは火炎放射器を持った防護服たちに遭遇し、関本は自身の正体は殺人犯ではなく、キャタピラーの研究者であると明かす。関本は紗希たちに、火あぶりにされるか、青酸化合物を飲んで死ぬか選ばせようとする。紗希は毒で苦しむ黒田に青酸化合物を飲ませて楽にさせようとするが、黒田の体内にいたキャタピラーが成虫を呼び始める。空から現れた、羽アリに似た成虫の大群に防護服や風守が食われていく中、紗希と関本は防護服が乗っていた車で逃げ出す。
逃走中、金谷から電話がかかる。金谷はキャタピラーのクイーンに寄生されていたため、まだ生きていたのである。金谷を救出した紗希と関本は、火炎放射器を持った防護服たちに出くわす。関本は彼らを味方だと言って近づくが、秘密をしゃべりすぎたことから焼き殺され、紗希たちにも噴射口が向けられる。防護服の一人が津田沼であることに気付いた紗希は、金谷がクイーンに寄生されている貴重な生体サンプルであることを明かし、自分たちの身の安全を保証させる。村中が炎に包まれていくが、キャタピラーの寄生する死体が置かれている警察署の霊安室には、火は届かなかった。

#### 人形編
（蠢くものを確認するところから派生）
モニターに映っていた人物は、介護福祉施設に住む老婆、亘胡桃であり、ほどなく心不全で死亡した。現場で紗希は、その場に不釣合いな市松人形を見つける。風守が調べたところによれば、亘は人形師であり、亘の人形の所有者は不幸になると噂されていたという。紗希たちは手掛かりを得るため市松人形を調べ、人形が高級品であること、近年作られた新作であること、着物に亘の髪の毛が編み込まれていることが明らかとなる。
田村が強欲であることを取り調べで聞き出していた紗希は、「高級品」というキーワードと、介護施設に田村が近づいていたという事実を結びつける。牧村によれば、亘は田村から引退した人形師を再開するよう催促されており、亘は道具や材料がないからと断っていたものの、施設の借金は人形があれば何とかなる、と打診され続けていたという。亘は人形を作り出したが、人形が完成する前に亘と懇意だった施設の理事長が自殺したため、紗希は亘が田村をよく思っていなかったと推測する。施設を後にした紗希は美鈴から、人形がなくなったと聞かされる。署内の防犯カメラには、人形が自分で動いているかのような映像が記録されていた。休憩室から出てきたように見える人形に黒い染みが付いているのを確認した紗希と風守が休憩室へ向かうと、そこでは美鈴が血塗れになって死んでいた。
美鈴を殺したと思われる人形を捕まえるため、防犯カメラのテープをチェックしていた紗希と風守だったが、黒田から気分転換も兼ねて地酒を買ってくるよう頼まれる。酒蔵で血の臭いを嗅いだ紗希と風守は、血の付いた人形と惨殺された砂堀一家を発見する。紗希は再び介護施設へ向かい、牧村から例の人形が恨みの感情を込められて作られたものであり、自分の仇を討ってくれるよう、憎む相手の所持品が人形に埋め込まれたことを聞き出す。風守が鑑識課に連絡すると、人形には美鈴や砂堀一家の私物が縫い付けられていたことが分かる。
殺したい相手の所持品を人形に触れさせることで殺害が行えることが確実となり、紗希は人形を使える人物を考えた結果、黒田に行き着く。紗希の仕掛けた罠に嵌った黒田は豹変し、人形が「呪いの人形」として高く売れるようにするため、人形で殺人を行ったことを自白する。そして紗希から人形を奪い取り、拳銃と人形で紗希と風守を脅す。だが黒田の髪が抜け落ちて人形の懐に入ったため、黒田は人形に殺される。一連の事件は未解決事件として処理され、人形は亘の墓を管理する寺に供養に出される。

#### 秘密クラブ編
（水瀬への取り調べから派生）
水瀬は田村の言動を思い出すと怒り出し、自身が働いている店の情報を漏らす。田村の足取りを追うため、紗希と美鈴は水瀬の働いている秘密クラブ「男の楽園NKP」に潜入し、体験入店する。男性客への対応に失敗した紗希が美鈴と共にトイレで化粧直しをしていると、マネージャーの砂堀が現れ、NKPにやってきた目的を問う。
砂堀は自分では判断できないとし、紗希たちをオーナーの亘胡桃のもとへ連れていく。店のしきたりに従い田村のことを明かそうとしない亘に紗希は手を上げるが、その拍子に亘のウィッグが外れる。そして、亘の後ろにある、男性と女装した男性の写真が並べられているのを見つけた紗希は、NKPが女装クラブであることを知る。亘によれば、田村は幾多の障害を乗り越えて女装を体験できたが、剛毛でケツアゴだったため、非常に気持ちの悪いものとなってしまい、以後2度とNKPに来店することはなかったという。
紗希が気付くと、水瀬が部屋の片隅に立っており、美鈴や亘は床に倒れていた。紗希は水瀬に首を絞められ、それがNKPでの最後の記憶となった。

### 開発と発売
企画は2013年夏ごろから存在した。ホラーゲームを作りたいと考えていたところ、ユーザーから「流行り神」の復活を望む声が多かったため、本作品が企画された。タイトルが「4」ではなく「真」になったのは、旧作が『3』で完結していることと、旧作の主人公の物語が完結していることを受けてキャラクターを一新したことによる。コンセプトは、旧作とは異なる路線にすること。
2014年4月1日（エイプリルフール）、日本一ソフトウェアは『新 はやりかみ』のティザーサイトを公開した。公開当初は明るいテイストだったが徐々に不気味な変化を遂げていき、最終的に『真 流行り神』の発売が明らかとなった。
予約特典として、本作品の全BGMと旧作三部作のBGMの一部を収録したサウンドトラックが付属した。旧作のサウンドトラックは第1作のものしか出ていないため、『2』と『3』のものを希望する声は多かったという。

### 評価
『週刊ファミ通』のクロスレビューでは、40点満点中31点を得て、30点および31点のソフトに与えられる「シルバー殿堂入り」となった。
2014年8月12日のSony Entertainment Network PlayStation 3ダウンロードランキングにおいて、PS3版は初登場20位、2014年8月15日のPlayStation Vita ダウンロードランキングでPS Vita版は初登場1位となった。PS3版とPS Vita版の合計出荷本数は3万本を越え、シリーズ最多となった。日本一ソフトウェア社長の新川宗平は、2014年に発売された同社の作品で一番成功したタイトルはどれかという質問に対し、本作品の収益が予想以上だったと回答した。
新しいファンの評価は良かったが、旧作のファンからは雰囲気の変化に対して厳しい意見が出た。一部のユーザーによる厳しい意見として、大きなところでは、都市伝説の恐怖が描かれていないというものがあった。

## 真 流行り神2
『真 流行り神2』（しん はやりがみツー）は、日本で2016年7月7日にPlayStation 3・PlayStation 4・PlayStation Vita用ソフトとして発売された。2016年12月7日には韓国でPS4・PS Vita用ソフトとして発売された。前作の「ブラインドマン編」の2年後を舞台としており、登場人物は主人公以外一新されている。ストーリーは旧作のオムニバス形式に戻っている。

### 登場人物 (2)
- 北條 紗希（ほうじょう さき、名前変更可） - 巡査長。S県警からG県警の捜査一課に異動となる。
- 愛染 刹那（あいぜん せな） - G県警捜査一課の巡査。郷土愛が強い。
- 新美 心太朗（にいみ しんたろう） - G県警捜査一課の警部補。オカルト否定派。
- 纐纈 将臣（こうけつ まさおみ） - G県警捜査一課の警部。実質的な一課のトップ。
- 如月 蜜子（きさらぎ みつこ） - G県警科学捜査研究所の所長。神社の家系。
- 田中 一郎（たなか いちろう） - G県警捜査一課の課長。
- 金髪の王子 - G県警に出入りする外国人男性。名称不明のため外見から「王子」と呼ばれている。
- 本部長 - G県警の本部長。就任以降1度も姿を見せていない。

### ストーリー (2)

#### 第一話 ●●女

##### 前編
ブラインドマン事件から2年が経った時、北條紗希はG県警に異動となり、巡査の愛染刹那と組んで不可解な事件を捜査することとなる。刹那によればG県では、男子小学生が引きずり回されて殺害される、ベンチに座っていたカップルの女性が足を切り裂かれる、女子高校生が耳たぶを食い千切られ失明する、OLが足を鉈で切り落とされる、という4つの事件が発生しており、どの現場でもトレンチコートを着た女が目撃されていた。刹那はこれらの事件を、「ヒキコさん」・「ベンチの下の女」・「カオルさん」・「カシマさん」の4つの都市伝説と結びつけて考えていた。紗希たちは姿を見せないG県警の本部長から、この事件を解決した場合、本部長直属の部署「とくそう」に配属されることを約束される。第2の事件のあった公園のベンチで、紗希と刹那はカップルを装ってトレンチコートの女を待つ。現れたトレンチコートの女に紗希は立ち向かうが、女は尋常ではない速さで走り去る。
紗希たちは女の残していった毛髪の分析を科捜研に依頼し、入院している第4の被害者に会いに行く。そこで出会った被害者の婚約者である矢澤栄一に紗希たちが不信感を覚えたところで、再びトレンチコートの女が現れる。女は刹那のドロップキックを食らって倒れるものの平然と立ち上がり、窓から病院の外へ逃げ出す。10階の高さから飛び降りたにもかかわらず、女の姿はどこにもなかった。
紗希は、女の異常な身体能力が何らかの薬物によるものと仮定して科学的な見地から捜査するか、あるいは女の人間とは思えない身体能力を踏まえてオカルト的な見地から捜査するかを決めることとなる。

##### 後編
科学ルート
科捜研所長の如月蜜子によれば、毛髪は5年前に起きた婦女暴行事件の被害者・雨宮冬子（あめみや とうこ）のもので、雨宮はその後精神に異常をきたし、入院から3か月後に脱走したという。この事件には政治家からの圧力がかかったと聞いた紗希たちは、今回の4つの事件は雨宮による復讐であり、国会議員の父を持つ矢澤が婦女暴行事件に関わっているのではないかと考える。紗希たちが4つの事件の被害者と婦女暴行事件の関連を調べていると、捜査一課の纐纈将臣と新美心太朗に出会う。第3の被害者から、自身が婦女暴行事件の目撃者であり、それを矢澤の父に口止めされたことを聞き出すと、纐纈と新美は矢澤の任意同行の許可を取りに行き、紗希と刹那は第4の被害者の病室へ向かう。病室にいた矢澤の態度から、紗希は矢澤が婦女暴行事件に関わっていると確信する。さらに紗希が情報を聞き出そうとすると雨宮が現れる。紗希は雨宮と会話することで、矢澤に婦女暴行事件への関わりを自白させる。雨宮と矢澤は逮捕され全てが終わったかに見えたが、その翌日に紗希たちは、雨宮は精神病院の隔離病棟にいるとの報告を受ける。紗希は自分たちが会った雨宮はクローン人間であると仮定し、本人に直接聞きに行くが、雨宮はすでに「王子様」のような容姿を持つ金髪の外国人によって移送されており、逮捕記録も消されていた。
事件を解決した紗希たちは、約束通り「とくそう」に配属されるが、「とくそう」の部屋は全く使われていない様子だった。紗希たちが困惑する中、部屋に置かれている電話に本部長からの連絡が来る。刹那は「とくそう」のことを「特殊捜査班」のことだと思っていたが、実際には今回のような都市伝説や怪談話を思わせる不可解な事件を担当する「特殊お客様窓口」略して「とくそう（特窓）」であった。
オカルトルート
科捜研所長の如月蜜子によれば、毛髪は5年前に起きた婦女暴行事件の被害者・雨宮冬子のもので、雨宮はその後精神に異常をきたし、入院から3か月後に脱走したという。雨宮の動機を復讐であると考えた紗希たちは、第3・第4の被害者が入院している病院へ向かうが、第4の被害者が窓の外に落ちて死亡する。紗希たちが第4の被害者の病室へ駆けつけると、矢澤が2人の雨宮に追い詰められていた。紗希たちが雨宮に立ち向かうと、部屋に煙幕が充満し、紗希たちは意識を失う。紗希たちは捜査一課の纐纈将臣と新美心太朗に起こされ、矢澤が保護されたことと、「犯人」が逃走したことを聞かされる。新美によれば雨宮は、入院していた病院から逃げた後保護され、もう何年も精神科病院の隔離病棟にいるという。紗希は自分たちが会った雨宮は何者だったのか確かめるため、纐纈たちとともに雨宮の入院している病院へ向かう。紗希たちは先導する纐纈たちの車を雨のせいで見失いつつも病院に辿り着くが、そこはどう見ても廃病院であり、一本道だったにもかかわらず纐纈たちは着いていなかった。紗希と刹那は病院の地下でクローン人間の製造工場を見つけ、その奥で檻に入れられた雨宮に出会う。雨宮が矢澤のストーカーであることが分かったところで、矢澤と武器を持った黒服の男たちが現れる。矢澤は雨宮を殺害するよう黒服たちに命令するが、辺りに無数のトレンチコートの女が現れ、黒服を殺害し始める。黒服と女に刹那が応戦していると、煙幕が充満して紗希は気を失い、気付くと病院へ行く前の時間に戻っていたが、刹那の体には先程の戦いでの傷が残っていた。何が起きたのか確かめるべく2人は病院へ向かうが、道はフェンスによって塞がれていた。また纐纈によれば、入院していた雨宮はすでに自殺しており、矢澤も女の髪で首を括って死んでいたという。
事件を解決した紗希たちは、約束通り「とくそう」に配属されるが、「とくそう」の部屋は全く使われていない様子だった。紗希たちが困惑する中、部屋に置かれている電話に本部長からの連絡が来る。刹那は「とくそう」のことを「特殊捜査班」のことだと思っていたが、実際には今回のような都市伝説や怪談話を思わせる不可解な事件を担当する「特殊お客様窓口」略して「とくそう（特窓）」であった。

#### 第二話 半分こ
G県内で、体を正中線に沿って真っ二つに切断された女性の右半身と、上半身だけとなった女子高校生の遺体が見つかる。紗希と刹那は最初の事件の被害者である天草知美の家へ向かう。知美の娘である美子は母と2番目の被害者である親友の死を悲しむが、紗希たちは彼女と話しているうちに、美子が双子の姉の摩子と何でも「半分こ」にしているなど、摩子と「同じ」であろうとしていることへの偏執ぶりに狂気を感じる。
科学ルート
その後捜査一課が現れ、美子あるいは摩子が事件現場の近くで目撃されたという証言により、美子を任意同行させる。紗希たちは摩子の行方を追う中で、次に狙われるのは美子または摩子の恋人ではないかと推測する。美子に恋人がいることが判明したため、紗希たちが恋人の自宅に向かうと、摩子が恋人を手に掛けようとしているところに出くわす。摩子は逃げ出し、川へと身を投げる。紗希は所轄署に摩子捜索の応援を頼み、刹那とともにG県警に戻るが、そこで美子が犯行を自供したことと、死後1週間ほど経過した、右上半身と心臓がない摩子の遺体が発見されたことを聞かされる。美子によれば、心臓を切り取ったことや、知美と親友を殺したことは摩子を生き返らせるためであり、摩子を殺したのは悪魔であるという。警官たちが摩子の捜索を中止して帰った後、川から顔の左側が知美、右側が摩子の人物が現れる。
オカルトルート
紗希は今回の事件を儀式殺人と考えて捜査を続ける。纐纈によれば、被害者2人の血液が付着したノコギリが見つかり、事件の凶器で間違いないと見られているという。如月は、被害者の左半身と下半身が持ち去られていることや、被害者から検出された毒物が黒魔術に使用されるものであることから、犯人は人間のパーツをつなぎ合わせて蘇らせる儀式を行おうとしていると推測するが、2人分の血液しか付着していないのに凶器が捨てられているのは不自然なことであった。蘇生が目的なら右上半身が足りない、つまりもう1人分の血液が付着していないとおかしいからである。
仮にパーツが揃っていた場合、足りないものは生贄であるという如月の推論を聞いた紗希たちは、美子か摩子が生贄に選ばれる可能性を考え、美子に話を聞くことにする。紗希たちは天草家を訪れるが、そこでは美子の警護を行っていた警官たちがバラバラ死体となっていた。紗希は2階で、黒装束を着て呪文を唱えている美子あるいは摩子と、床に並べられた美子の学校の制服、制服の両隣に並べられている2体の人間の遺体を見つける。遺体は片方が知美と女子高校生をつなぎ合わせたもの、もう片方は心臓のない美子あるいは摩子だった。紗希は儀式を中断させようとするが、黒装束の彼女の咆哮により吹き飛ばされ、意識を失う。
紗希が目覚めると、美子あるいは摩子は制服を着ており、遺体は2体とも消え、美子あるいは摩子の面影のあるミイラが残っていた。あとから現れた纐纈と新美はミイラの方が摩子であるとし、美子を被疑者として連行する。だが翌日、ミイラは美子の方であり、死亡推定時刻は昨晩であることが判明する。留置場で美子あるいは摩子は、一つになれたことを2人で話しているかのように喜ぶ。

#### 第三話 TVに映ったアイドルの霊
死亡したアイドル・加納ユキが翌日の生放送の歌番組に映った。紗希と刹那は、ユキが作詞し、歌番組で発表しようとしていた曲「Last Song」の歌詞がユキの死に様に似ていると感じ、自殺・他殺・事故死の全ての可能性を検討する。その中で、ユキのプロデューサー・玉出栄とトップアイドルでユキの先輩である松岡るみは互いをユキ殺害の犯人と疑うが、2人を怪奇現象が襲う。
科学ルート
紗希と刹那はるみの警護を行おうとするが、その過程で様々な怪奇現象が発生する。そしてユキの追悼生番組の最中、ユキが現れ「Last Song」を歌い出す。玉出とるみは互いをユキ殺害の犯人であるとして罵り合うが、紗希はその様子を見て、2人ともユキのことを大切に想っていたからこそ、互いを犯人であると強く思い込み、怪奇現象を仕掛けて口を割らせようとしていたのだと理解する。このことを紗希が口にすると、2人は和解する。だが、歌うユキの映像を仕掛けたのは玉出でもるみでもないという。
その後、ユキの死は事故死であると判明する。紗希と刹那は、ユキの映像は玉出とるみのことが心配で現れたユキの霊ではないかと考える。
オカルトルート
ユキの追悼生番組で怪奇現象が起きる中、ラップ音が鳴り響く。ラップ音はユキが起こしているものだった。如月はユキと交信し、その中で玉出とるみが互いに怪奇現象を装ってユキの殺害を自白させようとしていたことが明らかになる。やがてラップ音による交信をまどろっこしいと考えた如月は、ユキをるみの体に降霊させ、直接話させる。ユキによれば、自身の死は機械の操作ミスによる事故死だという。玉出にもるみにも深く愛されていたことを知ったユキは「Last Song」を歌い、消える。一連の出来事はCGを使ったやらせの演出として処理される。

#### 第四話 都庁の秘密
紗希と刹那は、本部長からの慰安旅行の提案を受け、新宿へ向かう。新宿に着いた紗希たちは、道に迷っていた外国人を助ける。外国人はお礼として、明日は都庁に近づかないよう忠告する。このことで刹那が、親切にした外国人がテロがあることを教えてくれる、という都市伝説を思い出したことから、2人は都庁で爆弾の類がないか調査を行う。
紗希は爆弾を探す最中、刹那から連絡を受ける。紗希は刹那の誘導に従い歩き続けると、謎の空間に出る。そこでは刹那が、都庁が変形することで完成する巨大ロボット「都庁ロボ」の設計図を持って待っていた。呆れる紗希と興奮する刹那は対立し、別行動を取ることとなる。
紗希ルート
紗希が爆弾を探し続けていると、刹那の悲鳴を聞く。紗希は刹那を探して都庁の中を走り続けた結果、巨大なモニターやコンピュータが置かれた開けた場所に出、前日に助けた外国人と再会する。CIAに所属する諜報員であるという彼はジェームズと名乗り、日本とアメリカのカルト組織の連合による、怪異や呪いを使用した兵器利用を阻止するためやってきたのだと語る。その中で、カルト組織の最終兵器の1つである都庁ロボが突如起動する。この不測の事態の中、ジェームズは都庁ロボを安全な場所であるという富士山の側まで動かすが、そこに怪獣・だいだらぼっちが現れ、都庁ロボに攻撃を仕掛ける。
その様子を、金髪の王子と少女が見ていた。少女が金髪の王子の進言で「巻き戻し」を行うと、物語は冒頭へと戻る。現状に既視感を覚える紗希は、これまた既視感のある本部長からの慰安旅行の提案を断る。紗希と刹那は、互いに都庁ロボとターボばばあのことを話そうとし、驚く。
刹那ルート
都庁ロボのコックピットを探して刹那が都庁の中を探索していると、前日に助けた外国人と再開する。CIAに所属する諜報員であるという彼はジェームズと名乗り、日本とアメリカのカルト組織の連合による、怪異や呪いを使用した兵器利用を阻止するためやってきたのだと語る。ジェームズは刹那をただでは帰すまいとするが、電話で連絡してきた如月に説得され、刹那を別の場所へと移す。そこで刹那は、「ジャンピングばばあ」・「40キロばばあ」・「紫ばばあ」・「足売りばばあ」・「一寸ばばあ」・「四時ばばあ」といった、都市伝説の老婆たちの波状攻撃を受ける。刹那は都庁を脱出し、「四つ角ばばあ」を振り切るため車で逃げる。その後は「ターボばばあ」に追いかけられるが、都庁で出会い、唯一話の通じた老婆「光速ばばあ」に助けられて事なきを得る。だが、刹那は都庁に紗希を置き去りにしていたことに気づき、相棒としての自信を失う。
刹那は「とくそう」の部屋で目を覚まし、現状に既視感を覚える。現状に既視感を覚える紗希が、これまた既視感のある本部長からの慰安旅行の提案を断る。刹那と紗希は、互いにターボばばあと都庁ロボのことを話そうとし、驚く。

#### 最終話 星を見る少女
G県で起きている少年少女の首吊り自殺事件の捜査に捜査一課が追われる中、「とくそう」の2人は首吊り自殺事件の原因であると自称する少女リセに会う。リセは都市伝説「星を見る少女」について語り、その後には「リセという少女のことを思って自殺すると来世で幸せになれる」という続きがあるとも語る。この話を信じようとしない2人にリセは怒り、金髪の王子とともに何処かへ消える。その後2人は、リセの知り合いである少年ヨミに出会う。ヨミによれば、自身は相手の心を読む、リセは時間を巻き戻す能力を持っているという。そして彼らのような子供を作り出し、G県を怪異事件の実験場としている組織「F.O.A.F.」の存在を語る。
自分の死すらなかったことにできるリセは組織で特別扱いを受けており、ヨミやリセと同じく組織に作られた少女ルナは、それを気に食わないと考えているという。ルナは満月の夜に最大の力が発揮されるマインドコントロール能力を持っており、その能力でG県の集団自殺を起こしているのだという。子供の犯人を殺害する覚悟のない紗希だったが、必ずルナを止めることをヨミに誓い、刹那とともに捜査方針を決める。

#### 愛染刹那編 首なしライダー
刹那は朝目覚めると、いつものように都市伝説「首なしライダー」の捜索に出かけようとするが、愛染家のメイドを名乗る綾鳥真彩に出会う。愛染家の執事であるじいやによれば、真彩は愛染家と付き合いのある「綾鳥グループ」会長の令嬢で、花嫁修業のため刹那の世話係として雇われたのだという。刹那は半ば無理矢理着いてきた真彩とともに、首なしライダーが現れているという場所に向かう。設置していた監視カメラに首なしライダーが映っていたことから、刹那は張り込みの準備をするため一旦家に戻る。
眠りについた刹那は昔のことを夢に見る。両親を事故で亡くした幼い刹那の元には財産目当ての親戚たちが度々訪れていた。彼らの優しい態度が嘘であると知った刹那は非行に走り、不良たちとつるむようになる。だが自身のことを気にかけてくれる警察官の郷田響に出会ったことで改心し、自身も警察官を目指すようになる。しかし刹那が警察官になった矢先、郷田は首なしライダーによって殺害される。
目覚めた刹那は出発しようとするが、真彩の姿が見えず、彼女を探すことにする。真彩は愛染家の地下室で隠し財産を物色していた。真彩は経営破綻の危機にある綾鳥グループを存続させるため、愛染家の隠し財産を奪いに現れたのである。だが真彩は金のことしか考えていない両親に愛想を尽かしており、愛染家の隠し財産を利用して怪盗になろうとしていた。隠し財産に興味のない刹那は真彩に財産を持っていくよう勧めるが、真彩は同情されたと考えて受け取らず、愛染家の乗っ取りを宣言する。刹那は真彩を置いて捜査に向かおうとするが、真彩は首なしライダーを生け捕りにして大金に変えるため刹那に着いていく。刹那は首なしライダーを発見し、真彩とともにバイクで追いかけるが、真彩が首なしライダーに攻撃されたため救助に向かい、その間に首なしライダーには逃げられる。

### 開発と発売 (2)
プロジェクトが動き出したのは、前作発売後半年ほど経ってからだった。プロデューサーの新川宗平やディレクターの高須和也は、かなり早い段階で『2』制作を考えていたが、内容を揉んでいた時期があったため準備が遅れた。前作が厳しい意見を受けたことで、本作品は原点回帰を目標として開発された。
前作に対しては都市伝説を感じられないという意見があったため、本作品では都市伝説の要素を濃くしている。また、前作ではルートによってキャラクターの役割が変わるため感情移入し辛いと指摘されたことから、本作品では1話完結のオムニバス形式に戻され、キャラクターの役割が変わることはなくなっている。
作品の舞台「G県」は日本一ソフトウェアのある岐阜県がモチーフとなっており、岐阜県からの協力も得られたことで、G県の表現はリアルなものとなっているとされる。また前作発売以降、旧作を愛しているファンが多数いることがわかったため、本作品ではファンサービスとして、旧作のキャラクターが物語に影響を与えない程度に登場するようになっている。
主人公を前作から変えるかどうかは悩んでいたというが、キャラクターを全て変更すると「真 流行り神」ではなくなるため、主人公は前作に続き紗希になった。またキャラクターの変更については、前作はマルチエンディングでありたいていのキャラクターが死んでしまうため、これが正しいルートであると決めてしまわないために登場させなかったとも語られている。
本作品の発売を記念し、当該ツイートのリツイート数によって『流行り神 PORTABLE 警視庁怪異事件ファイル』のダウンロード版が「リツイート数×0.01%」値下げされるというキャンペーンが行われ、9,900リツイートを達成し99%引きとなった。
本作品発売前の時点で『真 流行り神3』の構想は存在しており、本作品の売上が前作の3万5千本を越えた場合、『3』のプロジェクトが始動する。『3』が開発される場合、本作品第2話のテイストが貫かれるとされる。

### 評価 (2)
『週刊ファミ通』のクロスレビューでは、40点満点中32点を得て、32点から34点のソフトに与えられる「ゴールド殿堂入り」となった。
本作品の内容は、序盤は原点回帰を感じられるものとなっているが、途中からがらりと変わるため賛否が分かれたとされる。新川によれば、都市伝説には怖いものだけではなく「トンデモ」なものもあるため、本作品ではそのようなものも題材としたという。これを喜ぶ反応もあったが、これは違うだろうという声もあった。ファンからは第2話は評価されている。
主人公以外の前作キャラクターが登場しないことについては、前作をなかったことにするのかという意見があった。
プレイヤーの票を集計した『週刊ファミ通』の「ユーザーズアイ」では33票を得て、平均点は8.45点となった。

### コラボレーション
ムー
オカルト雑誌。『真 流行り神2』作中に登場。現実の『ムー』2016年8月号では『真 流行り神2』のコラムが掲載されている。
感染×少女
iOS、Android、PC用ゲーム。2016年8月25日から9月28日まで、PC版で『真 流行り神2』とのコラボレーションイベントを開催。『真 流行り神2』から北條紗希、如月蜜子、天草美子、田中一郎に似た人物、トレンチコートの女が登場。

## 真 流行り神1・2パック
『真 流行り神1・2パック』は、日本で2019年7月18日にNintendo Switch用ソフトとして発売された。
『真 流行り神』と『真 流行り神2』を同時収録し、Nintendo Switch用に最適化している。パッケージ版は、両作品のBGMを収録した2枚組のサウンドトラックが予約特典として付属する。

## 真 流行り神3
『真 流行り神3』は、2021年7月29日にPlayStation 4/Nintendo Switch用ソフトとして発売。

### 評価 (3)
『週刊ファミ通』のクロスレビューでは、40点満点中31点を得て、30点および31点のソフトに与えられる「シルバー殿堂入り」となった。

## 小説
第1作より前のできごとが描かれる小説『真 流行り神 〜ファイル0 常闇のマリア〜』が2014年12月5日に一二三書房から発売された。著者は佐山操。